# Problema sinottico
Il problema sinottico, nell'esegesi biblica, riguarda le relazioni letterarie tra i vangeli sinottici (Vangelo secondo Matteo, Vangelo secondo Marco, Vangelo secondo Luca), tre dei quattro vangeli canonici. Tali vangeli sono detti «sinottici» (dal greco syn, «insieme», e opsis, «visione») proprio in quanto è possibile trovarvi somiglianze nel contenuto, nella scelta delle parole e persino nell'ordine di composizione, somiglianze che indicano un qualche tipo di relazione.
Il «problema dei sinottici» riguarda il modo in cui questa interrelazione si è creata e la sua natura. Ogni soluzione del problema deve rendere conto delle somiglianze e delle differenze in contenuto, ordine e formulazione. Le soluzioni avanzate considerano o una relazione diretta tra i vangeli (un evangelista ha utilizzato come fonte un altro vangelo) o una indiretta (due evangelisti avevano accesso alla stessa fonte). Le fonti prese in considerazione possono essere scritte o orali, singole o multiple.
La soluzione condivisa dalla maggioranza degli studiosi è la cosiddetta «teoria delle due fonti», secondo la quale il Vangelo secondo Marco sarebbe stato composto per primo, e poi utilizzato indipendentemente, insieme ad una fonte poi perduta detta fonte Q (dal tedesco Quelle = fonte), dagli autori dei vangeli secondo Matteo e secondo Luca.

## Relazioni documentarie tra i sinottici
Alcuni studiosi ritengono che le relazioni tra i vangeli sinottici siano da ricondurre principalmente a tradizioni orali, cui tutti gli evangelisti avrebbero attinto indipendentemente nella composizione delle loro opere (in tedesco: Traditionshypothese). Malgrado ciò, il consenso della comunità degli esegeti biblici ammette l'esistenza di relazioni documentarie tra i vangeli sinottici; tali relazioni si manifestano nel momento in cui un evangelista compone il proprio vangelo consultando un altro vangelo (ipotesi di dipendenza documentaria diretta, in tedesco Benutzungshypothese), oppure quando due evangelisti consultano indipendentemente la stessa fonte (ipotesi di dipendenza documentaria indiretta, in tedesco Urevangeliumshypothese).
Molteplici sono le ragioni che portano a riconoscere l'esistenza di relazioni documentarie, dirette o indirette, tra i sinottici.
I vangeli sinottici mostrano infatti un notevole accordo nella narrazione dei brani, con alcuni passi che coincidono quasi parola per parola e, comunque, con un tasso di riutilizzo delle stesse parole inusualmente elevato, difficile da mantenere costantemente in racconti indipendenti dello stesso fatto.
Le narrazioni sinottiche presentano inoltre un elevato accordo nell'ordine di presentazione degli episodi, persino quando il materiale esposto non segue un ordine cronologico ma è suddiviso per argomenti; ad esempio, sia nel Vangelo secondo Matteo che nel Vangelo secondo Marco l'episodio della morte di Giovanni Battista è narrato fuori ordine cronologico, nello stesso punto del racconto. Un altro indizio della dipendenza documentaria dei sinottici è dato dalla scelta del materiale esposto: gli evangelisti Marco, Matteo e Luca scelsero all'incirca lo stesso materiale, a differenza, ad esempio, dell'autore del Vangelo secondo Giovanni, che invece narra detti e azioni di Gesù differenti.
Infine, i vangeli sinottici presentano ricorrentemente la relazione per la quale Marco concorda con Luca o Matteo contro la versione dell'altro vangelo, mentre i casi in cui Luca e Matteo concordano contro Marco sono molti di meno; tale relazione non dovrebbe essere presente nel caso in cui non vi fossero relazioni documentarie tra i tre vangeli.
Due sono le componenti principali del problema sinottico, che ogni soluzione deve considerare e spiegare: la «tripla tradizione» e la «doppia tradizione».

### Tripla tradizione
Per «tripla tradizione» si intende la collezione di materiale presente in tutti e tre i vangeli sinottici; si tratta principalmente di miracoli e guarigioni, oltre alla narrazione della passione di Gesù, ma include anche alcuni detti. L'ampiezza della tripla tradizione è notevole: quasi tutta la narrazione del Vangelo secondo Marco è presente anche in Matteo, mentre in Luca sono ripresi i quattro quinti circa del materiale marciano.
Analizzando l'ordine di esposizione delle narrazioni e la scelta delle parole, ci si accorge che o tutti e tre i sinottici concordano, o Marco e Matteo concordano contro Luca, o Marco e Luca concordano contro Matteo; è molto raro invece il caso in cui Matteo e Luca concordino in opposizione a Marco. Ci sono quattro spiegazioni possibili per questa relazione:
- Marco fu usato come fonte per Matteo e Luca (priorità marciana);
- Matteo fu usato come fonte per Marco, a sua volta utilizzato nella stesura di Luca (priorità matteana);
- Luca fu usato come fonte per Marco, a sua volta utilizzato nella stesura di Matteo (priorità lucana);
- Matteo e Luca furono riassunti dall'autore di Marco (relazione proposta nell'ipotesi Griesbach).

### Doppia tradizione
La «doppia tradizione» raccoglie quel materiale presente in Matteo e Luca ma non in Marco; si tratta principalmente di detti, ma include anche un miracolo. Le due versioni per questo materiale possono essere o molto differenti o estremamente simili. Tre sono gli approcci per spiegare questo materiale:
- Matteo e Luca furono redatti attingendo ad una o più fonti terze (ipotesi della fonte Q);
- l'autore di Luca riprese la «doppia tradizione» da Matteo o posteriorità lucana (ipotesi seguita dalle due principali alternative all'ipotesi della fonte Q);
- l'autore di Matteo riprese la «doppia tradizione» da Luca (posteriorità matteana).

## Soluzioni proposte
Dal Settecento diverse soluzioni al problema sinottico sono state proposte, anche se la maggior parte degli studiosi contemporanei propende per la teoria delle due fonti, proposta per la prima volta da Christian Hermann Weisse nel 1838.

### Teoria delle due fonti
La «teoria delle due fonti» (two sources hypothesis, 2SH) afferma che gli autori del Vangelo secondo Matteo e del Vangelo secondo Luca si siano ispirati indipendentemente l'uno dall'altro al Vangelo secondo Marco per la struttura narrativa (priorità marciana) e abbiano aggiunto indipendentemente materiale riguardante discorsi da una collezione scomparsa di detti di Gesù chiamata Fonte Q.
Molto lavoro è stato dedicato a scoprire gli argomenti trattati da Q e le parole usate, in particolare dalla scoperta del Vangelo di Tommaso, che ha testimoniato l'esistenza di vangeli riportanti solo detti. La teoria di Holtzmann del 1863 presupponeva l'esistenza di un «proto-Marco», versione precedente del Marco conservatosi. Alcuni studiosi propongono alle volte una revisione non attestata di Marco, un deutero-Marco, la base utilizzata dagli autori di Luca e Matteo. Nel 1924 Burnett Hillman Streeter raffinò ulteriormente la teoria delle due fonti trasformandola nell'ipotesi delle quattro fonti, con 'M' ed 'L' fonti uniche di Matteo e Luca rispettivamente e con 'Q' e 'L' combinate in un proto-Luca prima che l'autore di Luca aggiungesse Marco. Se le fonti uniche, come 'M' ed 'L' o prime edizioni in lingue semitiche, sono interessanti dal punto di vista della critica delle forme, sono però secondarie per il problema sinottico, che riguarda il modo in cui i vangeli sinottici sono intercorrelati.
Una variante della teoria delle due fonti è l'«ipotesi delle tre fonti» (three source hypothesis, 3SH; proposta da Simons nel 1880 e riproposta da Morgenthaler nel 1971) propone che l'autore di Matteo abbia usato Marco e una fonte scritta di detti, mentre l'autore di Luca abbia usato queste stesse fonti come fonti primarie e Matteo come fonte sussidiaria. La fonte dei detti di questa ipotesi non è necessariamente coincidente con Q.
Un'altra variante della teoria delle due fonti è l'«ipotesi di Parker» (proposta da Pierson Parker nel 1953) afferma che un proto-Matteo, scritto probabilmente in aramaico, fu composto per primo assieme a Q. L'autore di Marco avrebbe seguito il proto-Matteo e aggiunto nuovi elementi propri. Il traduttore greco avrebbe fuso elementi di Marco, del proto-Matteo e di Q per creare un Matteo greco simile alla versione attuale. Indipendentemente, l'autore di Luca avrebbe scritto il proprio vangelo con le stesse fonti (Marco, proto-Matteo e Q). Una seconda formulazione dello stesso Parker sostituisce a Q un proto-Luca, utilizzato da tutti e tre i canonici.

### Ipotesi dei due vangeli, o ipotesi di Griesbach
L'«ipotesi di Griesbach», anche detta «ipotesi dei due vangeli» (two gospel hypothesis, 2GH; riproposta da Farmer nel 1964), sostiene che Matteo fu scritto per primo, e che l'autore di Luca ne abbia tenuto conto nella stesura del proprio vangelo. Infine, Marco avrebbe condensato entrambi con una procedura che seguì Luca e Matteo quasi perfettamente dove questi coincidevano, fatta eccezione per i discorsi.
Tra gli oppositori della teoria delle due fonti, l'ipotesi di Griesbach è dominante negli Stati Uniti.

### Ipotesi di Farrer
L'«ipotesi Farrer» (Farrer hypothesis, FH; proposta da Austin Farrer nel 1955) vuole Marco scritto per primo, poi usato per la stesura di Matteo, infine Luca compilato sulla base di Marco e Matteo, rimuovendo dunque la necessità di Q.
Tra gli oppositori della teoria delle due fonti, l'ipotesi di Farrer è dominante in Europa.

### Ipotesi agostiniana
L'«ipotesi agostiniana» sostiene che Matteo fu scritto per primo, seguito da Marco, poi Luca, con ciascun evangelista che si basava su quello che l'aveva preceduto. Si tratta della ricostruzione maggiormente in accordo con la testimonianza dei Padri della Chiesa sull'origine dei vangeli.
John Wenham è uno dei principali studiosi contemporanei che sostengono l'ipotesi agostiniana. Una variante di questa ipotesi che è stata popolare principalmente tra studiosi cattolici nella prima metà del XX secolo è quella che vuole Matteo scritto per primo e seguito da Marco e Luca, ma con Matteo scritto originariamente in aramaico, poi liberamente tradotto in greco con alcuni brani ispirati a quelli degli altri vangeli, scritti direttamente in greco.

### Ipotesi Rolland
L'«ipotesi Rolland» prende il nome dallo studioso francese Philippe Rolland. Prevede l'esistenza di quattro scritti evangelici poi perduti, il Vangelo apostolico di Gerusalemme, il Vangelo ellenistico di Antiochia, il Vangelo paolino di Filippi e il Vangelo di Cesarea; gli evangelisti avrebbero usato differentemente queste fonti per i propri vangeli sinottici.

### Altre ipotesi
L'«ipotesi della scuola di Gerusalemme» (Jerusalem school hypothesis, JSH) è una delle poche che sostengono la priorità lucana. Luca sarebbe stato scritto per primo, a partire da un testo detto «prima ricostruzione», poi sarebbe stato usato per la composizione di Marco, a sua volta usato per la composizione di Matteo; gli autori di Luca e Matteo avrebbero utilizzato indipendentemente una fonte perduta di detti chiamata «Antologia».
Altre ipotesi solitamente mettono in gioco più fonti; ad esempio, Marie-Émile Boismard introduce sette documenti ipotetici, tra cui Q. Alcuni studiosi, come Eta Linnemann, affermano che ciascun evangelista è indipendente dagli altri e che le apparenti somiglianze sono casuali. Questa teoria è compatibile con la posizione fondamentalista o letteralista cristiana che la Bibbia, inclusi i vangeli, sia ispirata direttamente dallo Spirito Santo e che perciò non c'è bisogno di documenti intermedi o di fonti.

## Consenso scientifico
La «teoria delle due fonti» è stata la soluzione dominante al problema dei sinottici durante il XX secolo, ed è tuttora quella privilegiata dalla grande maggioranza degli studiosi di impostazione esegetica; tra gli studiosi che rifiutano l'esistenza della Fonte Q, l'«ipotesi di Griesbach» è preferita negli Stati Uniti, mentre in Europa ha più sostenitori l'«ipotesi Farrer».